# M (album của Big Bang)
M là album đĩa đơn tiếng Hàn thứ tư của ban nhạc nam Hàn Quốc Big Bang, cũng như album đĩa đơn đầu tiên trong series đĩa đơn của album phòng thu tiếng Hàn thứ ba MADE. M được phát hành vào ngày 1 tháng 5 năm 2015 dưới dạng CD và tải kĩ thuật số bởi hãng thu âm YG Entertainment.

## Bối cảnh
Vào ngày 17 tháng 4 năm 2015, YG Entertainment tung ra bức ảnh teaser đầu tiên cho sự trở lại của Big Bang. Chỉ ít ngày sau, trailer chính thức cho chuyến lưu diễn thế giới lần thứ hai của nhóm, MADE 2015 World Tour được đăng tải trên YouTube. YG Entertainment cũng công bố các bài hát trong M khi tung ra hình ảnh teaser thứ ba với tên của hai ca khúc trong album, "Loser" và "Bae Bae".
G-Dragon tiết lộ trong buổi diễn thứ hai của MADE 2015 World Tour rằng anh từng gặp khó khăn trong quá trình thực hiện album, bởi anh biết sự mong đợi từ người hâm mộ là rất lớn. "Phải nói hết sức thực lòng là [...] tôi đã rất lo lắng. Nhóm trưởng thành hơn nhiều nhờ có người hâm mộ nên một cách vô thức tôi cảm thấy một gánh nặng quá lớn, bởi đã lâu nhóm chưa ra album nào [..] nhưng chúng tôi vẫn bước tiếp".

## Phát hành
Từ ngày 24 tới 30 tháng 4 năm 2015, người hâm mộ có thể đặt trước album đĩa đơn M bao gồm hai single cũng chính là hai track chủ đề của album lớn MADE. M được chính thức phát hành trên iTunes, Melon cũng như các dịch vụ âm nhạc trực tuyến khác vào ngày 1 tháng 5 năm 2015. Có hai phiên bản đặc biệt của album gồm "M" (đen) and "m" (trắng). Phiên bản thứ nhất gồm có đĩa CD và Booklet (24p) trong khi phiên bản còn lại gồm CD, Booklet (24p), bộ phụ kiện đặc biệt (Puzzle ticket, 5 photo card và 1 photo card giới hạn) và một poster.

## Diễn biến thương mại
M xếp thứ nhất trên Gaon Gaon Album Chart hàng tuần khi bán ra 130.130 bản chỉ trong hai ngày, và đạt vị trí thứ hai trên bảng xếp bạng tháng tư. Album bán được 137.261 bản trong nửa đầu năm 2015. Tại Trung Quốc, album bán được trên 400.000 bản copy kĩ thuật số.
M debut trên bảng xếp hạng "World Digital Songs" của Billboard với "Loser" xếp ở vị trí số 1 còn "Bae Bae" ở vị trí số 2.

## Quảng bá
Sau khi biểu diễn lần đầu hai bài hát mới trong buổi diễn khởi động MADE Tour 2015, Big Bang biểu diễn trong sân khấu trở lại của chương trình âm nhạc Inkigayo vào ngày 3 tháng 5 năm 2015. Từ ngày 6 tới 10 tháng 5 năm 2015, YG Entertainment đăng tải các video ngắn của các thành viên của Big Bang trong MV "Bae Bae". Big Bang có chương trình trở lại đặc biệt trên M! Countdown của kênh Mnet vào ngày 7 tháng 5.

## Danh sách track
| M - Single       | M - Single       | M - Single             | M - Single             | M - Single       | M - Single |
| STT              | Nhan đề          | Phổ lời                | Phổ nhạc               | Hòa âm           | Thời lượng |
| ---------------- | ---------------- | ---------------------- | ---------------------- | ---------------- | ---------- |
| 1.               | "Loser"          | Teddy, T.O.P, G-Dragon | Teddy, Taeyang         | Teddy            | 3:39       |
| 2.               | "Bae Bae"        | G-Dragon, Teddy, T.O.P | Teddy, G-Dragon, T.O.P | Teddy            | 2:49       |
| Tổng thời lượng: | Tổng thời lượng: | Tổng thời lượng:       | Tổng thời lượng:       | Tổng thời lượng: | 6:28       |

| M - EP           | M - EP                 | M - EP                 | M - EP           | M - EP     |
| STT              | Nhan đề                | Phổ nhạc               | Hòa âm           | Thời lượng |
| ---------------- | ---------------------- | ---------------------- | ---------------- | ---------- |
| 1.               | "Loser" (Acappella)    | Teddy, Taeyang         | Teddy            | 3:39       |
| 2.               | "Loser" (Không rap)    | Teddy, Taeyang         | Teddy            | 3:39       |
| 3.               | "Loser" (Nhạc khí)     | Teddy, Taeyang         | Teddy            | 3:39       |
| 4.               | "Bae Bae" (A cappella) | Teddy, G-Dragon, T.O.P | Teddy            | 2:49       |
| 5.               | "Bae Bae" (Không rap)  | Teddy, G-Dragon, T.O.P | Teddy            | 2:49       |
| 6.               | "Bae Bae" (Nhạc khí)   | Teddy, G-Dragon, T.O.P | Teddy            | 2:49       |
| Tổng thời lượng: | Tổng thời lượng:       | Tổng thời lượng:       | Tổng thời lượng: | 19:24      |

## Xếp hạng
| Quốc gia                                                           | Vị trí cao nhất |
| ------------------------------------------------------------------ | --------------- |
| Hàn Quốc (Gaon Weekly Albums Chart)                                | 1               |
| Hàn Quốc (Gaon Monthly Albums Chart (Lượng đặt trước vào tháng 4)) | 2               |
| Đài Loan (G-Music Albums)                                          | 15              |

## Doanh số
| Bảng xếp hạng | Doanh số |
| ------------- | -------- |
| Hàn Quốc      | 137.261  |
| Trung Quốc    | 421.987  |

## Lịch sử phát hành
| Khu vực       | Ngày                | Định dạng           | Nhãn đĩa                   |
| ------------- | ------------------- | ------------------- | -------------------------- |
| Hàn Quốc      | 1 tháng 5 năm 2015  | CD, tải kĩ thuật số | YG Entertainment, KT Music |
| Toàn thế giới | 1 tháng 5 năm 2015  | CD, tải kĩ thuật số | YG Entertainment, KT Music |
| Nhật Bản      | 27 tháng 5 năm 2015 | CD, tải kĩ thuật số | YG Entertainment, YGEX     |